# Piotr Lacy
Piotr Lacy (lub Lascy) (ros. Пётр Петрович Ласси, Piotr Pietrowicz Łassi, znany także jako Pierce Edmond de Lacy i Peadar de Lása) (ur. 26 września 1678 w Killeedy, zm. 11 maja 1751 w Rydze) – jeden z najwybitniejszych rosyjskich dowódców wojskowych przed pojawieniem się Rumiancewa i Suworowa.
Podczas swej niezwykle długiej wojskowej kariery, która objęła połowę stulecia, Piotr Lacy wziął udział w 31 kampaniach, 18 bitwach i 18 oblężeniach.

## Początki kariery
Peter Lacy urodził się 26 września 1678 roku w Killeedy w pobliżu Limerick, na terenie Królestwa Irlandii. Pochodził z irlandzkiej rodziny szlacheckiej mającej normańskie korzenie. Nazwisko rodu pochodzi od normandzkiej miejscowości Lassy. W wieku zaledwie 13 lat, podczas wojny irlandzkiej, został najęty w randze porucznika przez jakobitów do obrony miasta Limerick przed wojskami Wilhelma Orańskiego. Po przegranej wojnie wielu Irlandczyków wyemigrowało do Francji. Piotr wraz z ojcem i bratem dołączyli do Brygady Irlandzkiej, która walczyła podczas wojny palatynackiej u boku armii francuskiej. Po tym, jak jego krewni zginęli, walcząc dla Ludwika XIV we Włoszech, Piotr postanowił poszukać szczęścia gdzie indziej. Po dwóch latach służby w austriackiej armii Lacy poszedł za przykładem swego dowódcy de Croya i w 1698 roku wstąpił do służby w armii rosyjskiej.

## W służbie u Piotra Wielkiego
Pierwszą bitwą lądową, w jakiej będącemu w służbie rosyjskiej Lacy’emu przyszło wziąć udział, była fatalna dla Rosjan bitwa pod Narwą. Podczas tej bitwy Lacy, wówczas w randze porucznika, dowodził oddziałem muszkieterów. Podczas Wielkiej Wojny Północnej był dwukrotnie ciężko ranny, ostatecznie jednak doszedł do rangi pułkownika w roku 1708. W następnym roku przyprowadził pod Połtawę całą brygadę. Od bitwy połtawskiej, w której bardzo się wyróżnił, zaczęła się jego wielka żołnierska sława. Po Połtawie, wciąż służąc pod bezpośrednimi rozkazami księcia Repnina, wziął udział w oblężeniu Rygi. Lacy był pierwszym rosyjskim oficerem, który wkroczył do stolicy Liwonii, w następstwie czego został mianowany pierwszym komendantem twierdzy Ryga.
W 1719 roku flota rosyjska dowodzona przez Apraksina wysadziła Lacy’ego na szwedzkim brzegu wraz z korpusem wojska liczącym 5000 żołnierzy i 370 jazdy. Lądowanie rosyjskiego desantu miało miejsce w pobliżu miasta Umeå, gdzie Lacy przeprowadził planową dewastację dwunastu odlewni żelaza i licznych zakładów. Wkrótce po tym awansował na generała i w 1723 roku wszedł w skład Kolegium Wojskowego (odpowiednik Ministerstwa Wojny). Trzy lata później Lacy zastąpił Repnina na stanowisku głównodowodzącego rosyjskimi wojskami stacjonującymi w Liwonii, a w roku 1729 mianowany został gubernatorem Rygi. Pozycja ta pozwoliła mu nawiązać kontakt z księżną Kurlandii, która wkrótce miała wstąpić na moskiewski tron jako cesarzowa Anna Iwanowna Romanowa. Podczas jej panowania nikt nie śmiał zakwestionować jego zdolności jako naczelnego wodza.

## W służbie u cesarzowej Anny
Kolejną wojną, w której Lacy wziął udział była polska wojna sukcesyjna. W 1733 roku Lacy i Münnich zmusili władcę Rzeczypospolitej Stanisława Leszczyńskiego do ucieczki z Warszawy. Ponieważ Leszczyński schronił się w Gdańsku, w 1734 roku wojska rosyjskie wspólnie z armią saską obległy Gdańsk. Lacy miał swój poważny udział w zlikwidowaniu polskiego oporu na Pomorzu Gdańskim, pokonując wojska koronne w bitwie pod Wyszecinem. Po kapitulacji Gdańska Lacy dowodził korpusem rosyjskim liczącym 13 500 żołnierzy, który ruszył nad Ren, by wspomóc austriacką armię Eugeniusza Sabaudzkiego. Korpus ten wkroczył na teren Niemiec i 16 sierpnia połączył się z Austriakami. W drodze powrotnej żołnierze rosyjscy przezimowali rozlokowani w kwaterach na Morawach, demonstrując przy tym wzorową dyscyplinę.
W momencie wybuchu wojny rosyjsko-tureckiej Lacy osiągnął rangę feldmarszałka, a sukcesy, jakie odniósł w tej wojnie, przeszły jego najśmielsze oczekiwania. Stojąc na czele Armii Donu zdobył kluczową twierdzę Azow, a w następnym roku wkroczył na Krym, gdzie dwukrotnie, 12 czerwca i 14 czerwca, pobił armię tatarską. W 1738 roku Lacy ponownie wylądował ze swoim korpusem na Krymie i zdobył twierdzę Çufut Qale, leżącą niedaleko stolicy Chanatu Krymskiego Bakczysaraju.
Jak tylko zawarty został pokój, Lacy wrócił na stanowisko gubernatora Liwonii. W tym samym czasie cesarz Karol VI nadał mu tytuł hrabiego cesarstwa. Jego kompletny brak zainteresowania sprawami politycznymi uchronił go od upadku, jaki spotkał po śmierci cesarzowej Anny wielu pochodzących spoza Rosji dowódców wojskowych, którzy popadli w niełaskę u jej następczyni i zostali wydaleni ze służby.

## W służbie u cesarzowej Elżbiety
Gdy w 1741 roku wybuchła kolejna wojna szwedzko-rosyjska, rząd regentki Anny Leopoldowny, uznając Lacy’ego za najbardziej doświadczonego dowódcę, wyznaczył go na stanowisko naczelnego wodza walczących ze Szwedami wojsk rosyjskich. Lacy natychmiast uderzył na Finlandię i w sierpniu 1741 roku odniósł znakomite zwycięstwo w bitwie pod Vilmanstrand (dzisiaj Lappeenranta). W następnym roku zdobył twierdze Frederikshamn, Porvoo i Hämeenlinna, a w sierpniu otoczył ponad 17 000 Szwedów w pobliżu Helsingfors, z powodzeniem kontynuując działania wojenne aż do zakończenia wojny (pokój w Åbo w 1743 roku).
Po wojnie Lacy wrócił do Rygi i do swoich codziennych obowiązków jako dowódcy rosyjskich sił stacjonujących w Liwonii. Aż do końca swoich dni (zmarł w Rydze 11 maja 1751 roku) zarządzał całym obszarem Inflant.
Syn Piotra Lacy’ego, Franz Moritz von Lacy, w 1743 roku wstąpił do służby w armii austriackiej i stał się jednym z najwybitniejszych cesarskich dowódców w drugiej połowie XVIII wieku.